# Gandesa

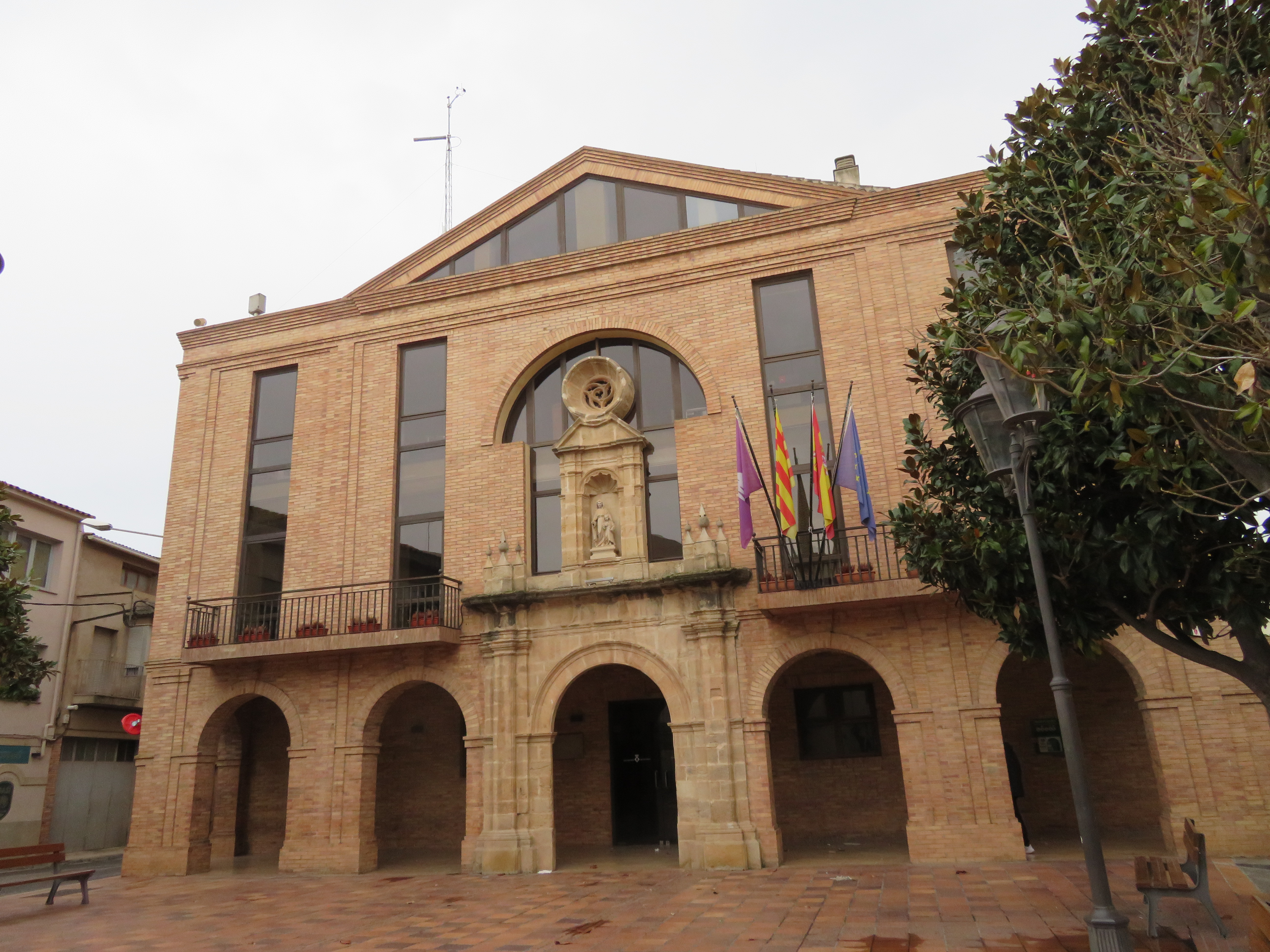
Gandesa

Gandesa est une commune de la province de Tarragone, en Catalogne, en Espagne, de la comarque de Terra Alta

## Histoire
- Le Village ibérique de Coll del Moro